# Michael Cole (acteur)
Michael Cole (Madison (Wisconsin), 3 juli 1940 – Tarzana (Los Angeles), 10 december 2024) was een Amerikaanse acteur. Cole werd vooral bekend als Pete Cochran uit de serie The Mod Squad en als de oudere Henry Bowers uit Stephen King's It.

## Persoonlijk leven
Hij is drie keer getrouwd en twee maal gescheiden. Hij heeft twee kinderen uit zijn eerste huwelijk, en een dochter uit het tweede huwelijk. Cole was sinds 1996 getrouwd met Shelley Funes. Funes hielp bij het organiseren van counseling voor Coles alcoholisme; Cole leefde sindsdien nuchter.
Cole overleed op 10 december 2024 op 84-jarige leeftijd.

## Filmografie
- Creatures of the Night (2007) - Jonas (Wordt nu gefilmd)
- ER televisieserie - Charles Hadley (Afl., Reason to Believe, 2006)
- Mystery Woman: At First Sight (televisiefilm, 2006) - Desmond
- Hell's End (2005) - Sgt. Hess
- Mystery Woman (televisiefilm, 2003) - Schaker in gevangenis
- Michael Angel (1998) - Monsignor Manning
- 7th Heaven televisieserie - Eddie (Afl., It's About George..., 1997)
- Diagnosis Murder televisieserie - Senator Terrence Bell (Afl., A Candidate for Murder, 1996)
- General Hospital televisieserie - Harlan Barrett (Afl. onbekend, 1991)
- It (televisiefilm, 1990) - Henry Bowers
- Murder, She Wrote televisieserie - Lt. John Meyerling (Afl., The Big Show of 1965, 1990)
- Murder, She Wrote televisieserie - Earl Tuchman (Afl., Murder, She Spoke, 1987)
- Nickel Mountain (1984) - Henry Soames
- CHiPs televisieserie - Gibson (Afl., Vigilante, 1981)
- Vega$ televisieserie - Gene/'Jimmy Ellis' (Afl., No Way to Treat a Victim, 1981)
- Fantasy Island televisieserie - Falco (Afl., My Late Lover/Sanctuary, 1981)
- The Littlest Hobo televisieserie - Phil Jenkins (Afl., Second Chance, 1980)
- Beyond Westworld televisieserie - Corey Burns (Afl., The Lion, 1980)
- Return of the Mod Squad (televisiefilm, 1979) - Pete Cochran
- The Love Boat televisieserie - Mike Kelly (Afl., Disco Baby/Alas, Poor Dwyer/After the War/Ticket to Ride/Itsy Bitsy: Part 1 & 2, 1979)
- The Eddie Capra Mysteries televisieserie - Rol onbekend (Afl., Now You See Her..., 1978)
- Evening in Byzantium (televisiefilm, 1978) - Danny
- Wonder Woman televisieserie - Ted (Afl., The Man Who Wouldn't Tell, 1978)
- Double Nickles (1977) - Rol onbekend
- Police Story televisieserie - Detective Lew Reeves (Afl., The Witness, 1975)
- Police Story televisieserie - Doug Baker (Afl., The Ripper, 1974)
- Get Christie Love! televisieserie - Rol onbekend (Afl., Deadly Justice, 1974)
- The Wicker Man (1973) - Muzikant
- Beg, Borrow, or Steal (televisiefilm, 1973) - Cliff Norris
- The Mod Squad televisieserie - Pete Cochran (1968-1973)
- The Last Child (televisiefilm, 1971) - Alan Miller
- Run for Your Life televisieserie - Chico (Afl., The Frozen Image, 1967)
- Chuka (1967) - Spivey
- The Bubble (1966) - Mark
- Gunsmoke televisieserie - Kipp (Afl., Snap Decision, 1966)
- Forbid Them Not (1961) - Rol onbekend

- Bibliothèque nationale de France: cb16176276v (data)
- International Standard Name Identifier: 0000 0001 1496 2401
- Library of Congress Control Number: no2009158193
- Virtual International Authority File: 101480592
- WorldCat: E39PBJdmkPtfJjxjt7wVtcjBfq